# Commodores
A Commodores amerikai funk/soul zenekar, mely az 1970-es években aratta legnagyobb sikereit. Tagjai az alabamai (US) Tuskegee Intézetben (most Tuskegee University - főleg színes bőrű diákok részére létrehozott egyetem) találkoztak 1968-ban, elsőéves hallgatókként. Első nyilvános szereplésükre 1972-ben, a The Jackson 5 előzenekaraként került sor.

## A zenekar története
A Commodores két zenekar, a Mystics és a Jays összeolvadásából jött létre. Alapítói a mára olyan neves zenészek, mint Lionel Richie, Thomas McClary, és William King (Mystics), valamint Andre Callahan, Michael Gilbert és Milan Williams (Jays). A két együttes összeolvadásakor új nevet is kerestek: William "WAK" King kinyitott egy szótárt és véletlenszerűen kiválasztott egy szót: a commode-ot (komód), melyből végül a Commodores eredeztethető.
A "Machine Gun" című számuk a zenekar debütáló albumáról az amerikai sportesemények egyik állandó kísérője lett és számtalan filmben is feltűnik (pl. Boogie Nights, Looking for Mr. Goodbar). 1975-ben a Billboard 100 listáján a 22. helyet szerezte meg. Egy másik instrumentális számuk, a "Cebu" (egy Fülöp-szigeteki szigetről kapta a címét) a "Quiet storm" rádió műsor főcímdala lett. 3 albumot adtak ki 1975-1976-ban (Caught in the Act, Movin' On, és Hot On The Tracks). Ezeket a lemezeket tartják a zenekar keményebb funk korszakában elért csúcsteljesítményének. Ezeket a felvételeket követően kezdett az együttes könnyedebb irányba tartani. Ez az irány már megjelent az 1976-os TOP Ten "Sweet Love" és "Just to Be Close to You" dalokban.
1977-ben a Commodores megjelent az "Easy" című felvétellel, mely a legnagyobb sikereket hozta nekik abban az időben - a 4. helyet elérve a U.S. toplistán, melyet a "Brick House" követett a TOP 5-ben (mindkettő a "The Commodores" albumról), csakúgy, mint a "Zoom". A csapat 1978-ban a "Three Times a Lady" című dallal megszerezte a lista első helyét. 1979-ben a "Sail On" című újabb TOP 5 balladával ismételte meg a sikereket, mielőtt újra a lista élére kerültek volna a "Still" című számmal. 1981-ben két toplistás (TOP 10) dallal hódítottak ("Oh No" (#4), "Lady (You Bring Me Up)" (#8))
Az együttes tagjai - miután az alabamai Tuskegee Intézetben megnyerték a gólyáknak kiírt tehetségkutatót - diákszövetségi bulikon kezdett zenélni, majd hétvégi haknikat tartottak a Black Forest Inn-ben (azon néhány klub egyikében, amelyek diákokat is fogadtak Tuskegee-ben). Főként abban az időben népszerű dalokat játszottak, néhány saját dallal vegyítve - akkor még az első énekesükkel, James Ingrammal. Ingram idősebb volt, mint társai és Vietnamba vezényelték katonai szolgálatra. A helyére Walter "Clyde" Orange szállt be a zenekarba, aki számos toplistás daluk szerzője is lett a későbbiekben. Lionel Richie és Orange voltak felváltva a szólistái a csapatnak. (Orange volt a szólóénekese a Top 10 "Brick House" és "Nightshift" daloknak).
A Commodores megjelent az 1978-as "Thank God It's Friday" című film egy rövid jelenetében is: egy táncversenyen a "Too Hot ta Trot" című számot játszották, de a "Brick House" és az "Easy" is hallható a film egyes jeleneteiben.
Az idők során számos alapító tag elhagyta az együttest. 1982-ben Lionel Richie szólókarrierbe kezdett és elhagyta a zenekart, 1983-ban Skyler Jett lépett a helyébe. Thomas McClary 1982-ben röviden Richie távozása után lépett ki, hogy szintén szólókarrierbe kezdjen és hogy egy gospel zenei vállalkozást indítson. Őt a gitáros/vokalista Sheldon Reynolds követte. LaPread 1986-ban Aucklandbe, Új-Zélandra költözött, Reynolds pedig Earth, Wind & Fire zenekarhoz csatlakozott 1987-ben. Ahhoz a Earth, Wind & Fire-hez, mely felkérte William "WAK" King-et is élő koncertjeire szólógitárosnak. A billentyűs Milan Williams 1989-ben hagyta el a csapatot.
A zenekar fokozatosan elhagyta funk gyökereit és népszerűbb popos irányt vett. 1984-ben az egykori Heatwave énekes James Dean "J.D." Nicholas felvállalta a szólóénekesi feladatokat a dobos Walter Orange-dzsel karöltve. A csapat 1985-ig nem ért el újabb komoly sikereket, amikor is az utolsó, Dennis Lambert és James Anthony Carmichael neve alatt jegyzett Motown-albumuk, a "Nightshift" címadó száma meghozta számukra a Grammy-díjat. (#3 az U.S. toplistán). A dalt Marvin Gaye és Jackie Wilson emlékére írták. 2010-ben a dal új verzióját Michael Jackson emlékére vették fel. A Commodores 2009. június 25-én az európai turnéján (a Wembley Arenában, Londonban) értesült Michael Jackson haláláról. Előbb rémhírnek gondolták, azonban öltözőikbe visszatérve megérkezett Jackson halálhírének megerősítése is, mely mindannyiukat mélyen érintett. Következő este Birminghamban, a NIA Arénában már Jackson neve is feltűnt a dalban. Ez adta az inspirációt az 50 évesen elhunyt Grammy-díjas amerikai énekes halálának első évfordulójára a dal újbóli felvételére.
1990-ben "Commodores Hits Vol. I & II" címmel kiadták a 20 legnagyobb slágerüket. "Commodores Live" címmel koncertalbumot adtak ki, melyet azonos néven DVD is követett és megjelentek karácsonyi lemezükkel is, mely a "Commodores Christmas" címet kapta.
A Commodorest Walter "Clyde" Orange, J.D. Nicholas, és King "WAK", valamint öttagú zenekaruk, a "Mean Machine" alkotja. A csapat folyamatosan színházakban, arénákban és fesztiválokon koncertezik világszerte.

## Tagok

### Jelenlegi tagok
- Walter Orange – ének, dobok, billentyű
- William "WAK" King – trombita, ritmusgitár, szintetizátor
- J.D. Nicholas – ének, billentyű
- Thomas Dawson Jr. – zenei rendező / billentyű

### Korábbi tagok
- Milan Williams – billentyűs hangszerek, harsona, ritmusgitár (1968–89)*
- Thomas McClary – szólógitár (1968–83)*
- Lionel Richie – ének, szaxofon, zongora, dob (1968–82)*
- Ronald LaPread – basszusgitár, gitár, trombita (1970–86)
- Andre Callahan – ének, dob, billentyűs hangszerek (1968–70) *
- Michael Gilbert – basszusgitár, trombita (1968–70) *
- James Ingram – ének, dob, billentyűs hangszerek (1970–72)
- Skyler Jett – ének, szaxofon, zongora, dob (1982–84)
- Sheldon Reynolds – szólógitár (1983–87)
- Eugene Ward – billentyűs hangszerek (1968–70)*
- Mikael Manley – szólógitár (1995–2005)

*alapító tag

## Albumok
| Év   | Album                               | Legmagasabb helyezés | Legmagasabb helyezés | Legmagasabb helyezés |
| Év   | Album                               | US                   | UK                   | US R&B               |
| ---- | ----------------------------------- | -------------------- | -------------------- | -------------------- |
| 1974 | Machine Gun                         | 138                  | —                    | 22                   |
| 1975 | Caught in the Act                   | 26                   | —                    | 7                    |
| 1975 | Movin' On                           | 29                   | —                    | 7                    |
| 1976 | Hot on the Tracks                   | 12                   | —                    | 1                    |
| 1976 | Rise Up                             | —                    | —                    | —                    |
| 1977 | Commodores (Zoom Nagy-Britanniában) | 3                    | —                    | 1                    |
| 1977 | Commodores Live!                    | 3                    | 60                   | 2                    |
| 1978 | Natural High                        | 3                    | 8                    | 1                    |
| 1979 | Greatest Hits                       | 23                   | —                    | 24                   |
| 1979 | Midnight Magic                      | 3                    | 15                   | 1                    |
| 1980 | Heroes                              | 7                    | 50                   | 3                    |
| 1981 | In the Pocket                       | 13                   | 70                   | 4                    |
| 1982 | All the Great Hits                  | —                    | —                    | —                    |
| 1983 | Commodores 13                       | 103                  | —                    | 26                   |
| 1984 | All the Great Love Songs            | —                    | —                    | —                    |
| 1985 | Nightshift                          | 12                   | 13                   | 1                    |
| 1986 | United                              | 101                  | —                    | 17                   |
| 1988 | Rock Solid                          | 101                  | —                    | —                    |
| 1992 | Commodores Christmas                | —                    | —                    | —                    |
| 1993 | No Tricks                           | —                    | —                    | —                    |

### Kislemezek
| Év   | Kislemez                  | Legmagasabb helyezés | Legmagasabb helyezés | Legmagasabb helyezés | Legmagasabb helyezés | Legmagasabb helyezés | Album                |
| Év   | Kislemez                  | US                   | US R&B               | US Dance             | US AC                | UK                   | Album                |
| ---- | ------------------------- | -------------------- | -------------------- | -------------------- | -------------------- | -------------------- | -------------------- |
| 1974 | "Machine Gun"             | 22                   | 7                    | —                    | —                    | 20                   | Machine Gun          |
| 1974 | "The Zoo (The Human Zoo)" | —                    | —                    | —                    | —                    | 44                   | Machine Gun          |
| 1974 | "I Feel Sanctified"       | 75                   | 12                   | —                    | —                    | —                    | Machine Gun          |
| 1975 | "Slippery When Wet"       | 19                   | 1                    | —                    | —                    | —                    | Caught in the Act    |
| 1975 | "This Is Your Life"       | —                    | 13                   | —                    | —                    | —                    | Caught in the Act    |
| 1976 | "Sweet Love"              | 5                    | 2                    | —                    | —                    | 32                   | Movin' On            |
| 1976 | "Just to Be Close to You" | 7                    | 1                    | —                    | —                    | 62                   | Hot on the Tracks    |
| 1977 | "Fancy Dancer"            | 39                   | 9                    | 33                   | —                    | —                    | Hot on the Tracks    |
| 1977 | "Easy"                    | 4                    | 1                    | —                    | —                    | 9                    | The Commodores       |
| 1977 | "Brick House"             | 5                    | 4                    | 34                   | —                    | 32                   | The Commodores       |
| 1978 | "Too Hot ta Trot"         | 24                   | 1                    | —                    | —                    | 38                   | The Commodores Live! |
| 1978 | "Three Times a Lady"      | 1                    | 1                    | —                    | 1                    | 1                    | Natural High         |
| 1978 | "Flying High"             | 38                   | 21                   | —                    | —                    | 37                   | Natural High         |
| 1979 | "Sail On"                 | 4                    | 8                    | —                    | 9                    | 8                    | Midnight Magic       |
| 1979 | "Still"                   | 1                    | 1                    | —                    | 6                    | 4                    | Midnight Magic       |
| 1980 | "Wonderland"              | 25                   | 21                   | —                    | —                    | 40                   | Midnight Magic       |
| 1980 | "Old-Fashion Love"        | 20                   | 8                    | —                    | —                    | —                    | Heroes               |
| 1980 | "Heroes"                  | 54                   | 27                   | —                    | —                    | —                    | Heroes               |
| 1980 | "Jesus Is Love"           | —                    | 34                   | —                    | —                    | —                    | Heroes               |
| 1981 | "Lady (You Bring Me Up)"  | 8                    | 5                    | —                    | —                    | 56                   | In the Pocket        |
| 1981 | "Oh No"                   | 4                    | 5                    | —                    | 5                    | 44                   | In the Pocket        |
| 1982 | "Why You Wanna Try Me"    | 66                   | 42                   | —                    | —                    | —                    | In the Pocket        |
| 1982 | "Lucy"                    | —                    | —                    | —                    | —                    | —                    | In the Pocket        |
| 1982 | "Painted Picture"         | 70                   | 19                   | —                    | —                    | —                    | All the Great Hits   |
| 1983 | "Reach High"              | —                    | —                    | —                    | —                    | —                    | All the Great Hits   |
| 1983 | "Only You"                | 54                   | 20                   | —                    | 8                    | —                    | Commodores 13        |
| 1984 | "Turn Off the Lights"     | —                    | —                    | —                    | —                    | —                    | Commodores 13        |
| 1985 | "Nightshift"              | 3                    | 1                    | 6                    | 2                    | 3                    | Nightshift           |
| 1985 | "Animal Instinct"         | 43                   | 22                   | 9                    | —                    | 74                   | Nightshift           |
| 1985 | "Janet"                   | 87                   | 65                   | —                    | 8                    | —                    | Nightshift           |
| 1986 | "Goin to the Bank"        | 65                   | 2                    | —                    | —                    | 43                   | United               |
| 1987 | "Take It from Me"         | —                    | 38                   | —                    | —                    | —                    | United               |
| 1987 | "United in Love"          | —                    | —                    | —                    | 22                   | —                    | United               |
| 1988 | "Solitaire"               | —                    | 51                   | —                    | —                    | —                    | Rock Solid           |

## Díjak, elismerések
A Commodores 2003-ban bekerült a Hírességek Csarnokába (Vocal Group Hall of Fame (VGHF)). Számos jelölés mellett Grammy-díjat kapott a "Nightshift" című dalért 1986-ban.

## Fordítás
- Ez a szócikk részben vagy egészben  a   Commodores című angol Wikipédia-szócikk fordításán alapul.  Az eredeti cikk szerkesztőit annak laptörténete sorolja fel. Ez a jelzés csupán a megfogalmazás eredetét és a szerzői jogokat jelzi, nem szolgál a cikkben szereplő információk forrásmegjelöléseként.